# Chikkamalligwad, Dharwad
Chikkamalligwad là một làng thuộc tehsil Dharwad, huyện Dharwad, bang Karnataka, Ấn Độ.